# Nican Horowitz
Nican Horowitz (hebrejsky: ניצן הורוביץ, Nican Horovic, * 24. února 1965, Rišon le-Cijon)
je izraelský politik a poslanec Knesetu za stranu Merec.

## Biografie
Narodil se ve městě Rišon le-Cijon. Bydlí v Tel Avivu. Žije se svým přítelem. V letech 1983–1987 sloužil v izraelské armádě. Působil v armádním rozhlasu Galej Cahal. Hovoří hebrejsky, anglicky a francouzsky. Na Telavivské univerzitě vystudoval právo. Od roku 1992 je členem izraelské asociace právníků (Israeli Bar Association).

## Politická dráha
Je členem vedení organizace The Association for Civil Rights in Israel. Pracoval jako novinář pro armádní rozhlasovou stanici Galej Cahal, pro Haaretz a televizní stanici Aruc Eser. V roce 2007 obdržel cenu Pratt Award pro novináře zabývající se ekologickou tematikou.
Do Knesetu nastoupil po volbách roku 2009, ve kterých kandidoval za stranu Nové hnutí-Merec. V parlamentu působí jako člen výboru pro vnitřní záležitosti a životní prostředí a výboru pro zahraniční dělníky. Předsedá parlamentní lize izraelsko-německého přátelství. Ve volbách v roce 2013 byl zvolen do dalšího funkčního období. Koncem roku 2014 oznámil, že po šesti letech vysokou politiku opouští a v nadcházejících parlamentních volbách nebude kandidovat. V roce 2019 se však rozhodl do vysoké politiky vrátit a v zářijových volbách kandiduje do Knesetu na prvním místě kandidátky uskupení Demokratický tábor.